# 本拉特線

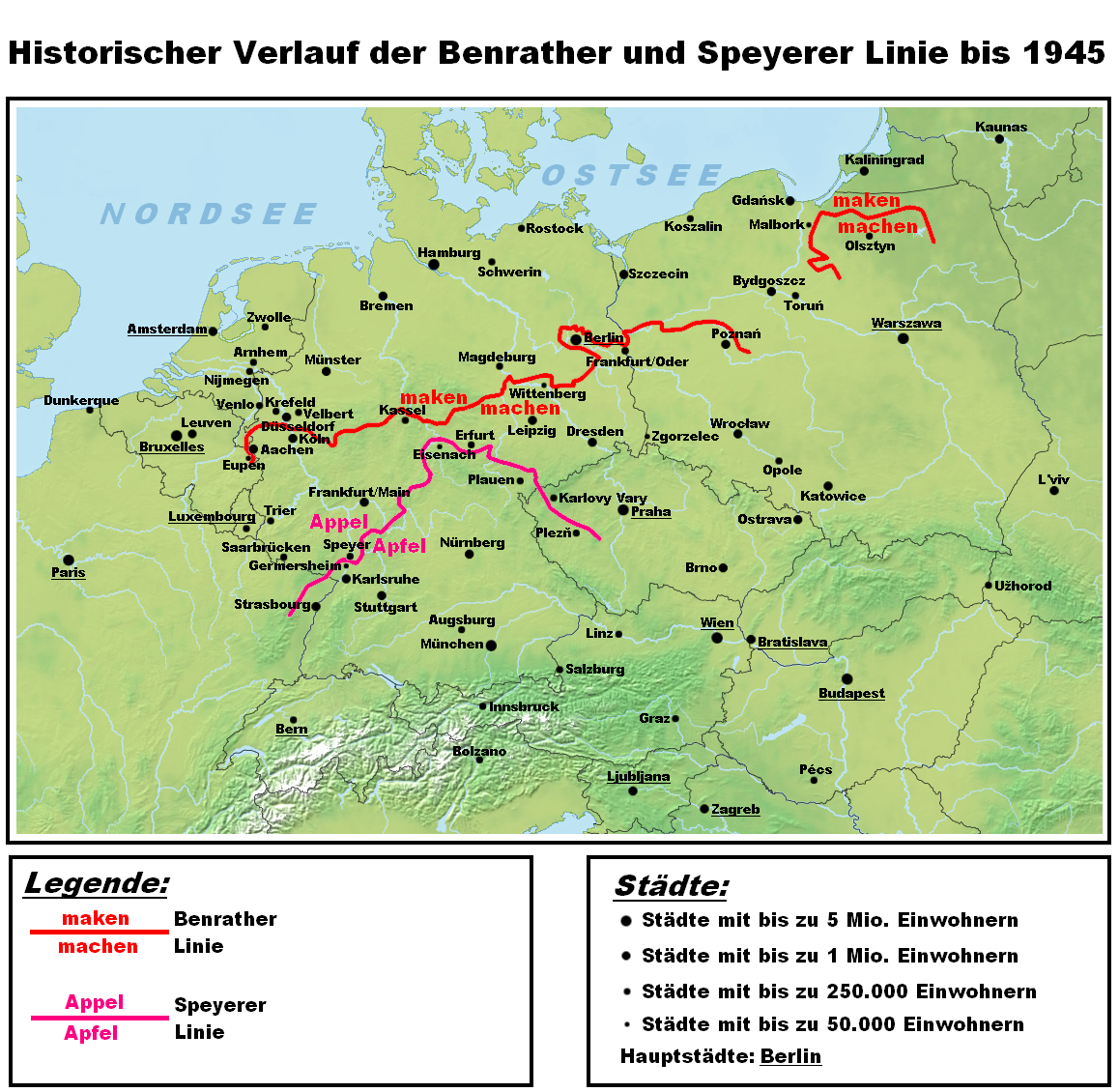
圖中紅色線條是本拉特線，粉色線條是施派爾線

本拉特線（德語：Benrather Linie）是德語的一條同言線。本拉特線是高地德語子音推移之後[k]改以[x]發音的地區和仍舊保留[k]發音的地區的分界線，也是低地德語和中部德語的分界線。本拉特線西起杜塞道夫郊區的本拉特，東至奧得河畔法蘭克福。而本拉特線這一名稱也是取自於本拉特。